# فهرست سفیران ایران در اسپانیا
سفارت ایران در مادرید مهر ماه ۱۲۹۵ به وسیله میرزا اسماعیل خان دبیرالممالک فرزانه تأسیس و مشارٌ‌الیه تا شهریور ماه ۱۲۹۸ در مادرید وزیرمختار بود.

## قاجار
- اسماعیل دبیرالممالک (اسماعیل فرزانه) (وزیر مختار) از مهر ۱۲۹۵ تا شهریور ۱۲۹۸
- حسین علاء (وزیر مختار) از مهر ۱۲۹۸ تا فروردین ۱۳۰۰
- عبدالعلی صدیق‌السلطنه (عبدالعلی صدری) (وزیر مختار) از مرداد ۱۳۰۰ تا اسفند ۱۳۰۰

سفارت در این زمان به منظور صرفه‌جویی در بودجه تعطیل شد و وزیران مختار ایران در فرانسه، در اسپانیا اکردیته شدند.

## پهلوی
- یدالله عضدی (وزیر مختار) از اردیبهشت ۱۳۳۳ تا تیر ۱۳۳۷
- ابراهیم زند (سفیر) از ۲۳ مهر ۱۳۳۷ تا آبان ۱۳۴۱
- محمد گودرزی (سفیر) از آبان ۱۳۴۱ تا دی ۱۳۴۵
- محسن مرآت اسفندیاری (سفیر) از بهمن ۱۳۴۵ تا اردیبهشت ۱۳۴۶
- جمشید قریب (سفیر) از شهریور ۱۳۴۶ تا مهر ۱۳۵۰
- فریدون جم (سفیر) از مهر ۱۳۵۰ تا شهریور ۱۳۵۶
- منوچهر عظیما (سفیر) از مهر ۱۳۵۶ تا بهمن ۱۳۵۷

## جمهوری اسلامی ایران
- قهرمان قهرمانی (کاردار موقت) از بهمن ۱۳۵۷ تا شهریور ۱۳۵۸
- رکن‌الدین آشتیانی (سفیر) از مرداد ۱۳۵۸[۲] تا تیر ۱۳۵۹
- ناصر صادقی (کاردار موقت) از تیر ۱۳۵۹ تا شهریور ۱۳۵۹
- علی‌اصغر بهنام (سفیر) از شهریور ۱۳۵۹ تا فروردین ۱۳۶۰
- مهدی اکرمی (کاردار موقت) از فروردین ۱۳۶۰ تا تیر ۱۳۶۱
- عبدالکریم سنایی فرخی (سفیر) از تیر ۱۳۶۱ تا بهمن ۱۳۶۵
- هادی سلیمان‌پور (کاردار موقت) از اسفند ۱۳۶۴ تا بهمن ۱۳۶۵ (سفیر) از اسفند ۱۳۶۵ تا تیر ۱۳۶۸
- عبدالله ذی‌فن (سفیر) از تیر ۱۳۶۸ تا تیر ۱۳۷۴
- بهرام قاسمی (سفیر) از تیر ۱۳۷۴ تا آذر ۱۳۷۷
- سید حسن شفتی (سفیر) از آذر ۱۳۷۷ تا تیر ۱۳۸۲
- مرتضی الویری (سفیر) از تیر ۱۳۸۲ تا تیر ۱۳۸۵
- سید داوود محسنی صالحی منفرد (سفیر) از تیر ۱۳۸۵ تا ۱۳۸۸
- مرتضی صفاری نطنزی[۳] از فروردین ۱۳۸۹ تا ۱۳۹۲
- محمدحسن فدایی‌فرد[۴] از ۱۱ فروردین ۱۳۹۳ تا آبان ۱۳۹۷
- حسن قشقاوی از آبان ۱۳۹۷ تا فروردین ۱۴۰۲
- رضا زبیب فروردین ۱۴۰۲ تاکنون